# Acanthocereus fosterianus
Acanthocereus fosterianus ist eine Pflanzenart in der Gattung Acanthocereus aus der Familie der Kakteengewächse (Cactaceae). Das Artepitheton fosterianus ehrt den US-amerikanischen Pflanzensammler und Bromelienforscher Mulford Bateman Foster (1888–1978).

## Beschreibung
Acanthocereus fosterianus wächst strauchig mit spärlich verzweigten Trieben und erreicht Wuchshöhen von 60 bis 200 Zentimeter. Die karottenartigen oder knollenförmigen, hellbraunen Wurzeln sind 6 bis 10 Zentimeter im Durchmesser. Die Triebe sind zweigestaltig (dimorph). Junge Triebe sind drei- bis fünfkantig und 2 bis 20 Zentimeter lang. Die ausgewachsenen Triebe sind oliv- bis dunkelgrün, drehrund und schlank. Sie sind 10 bis 105 Zentimeter lang und weisen Durchmesser von 8 bis 10 Millimeter auf. Die dunkelbraunen bis schwärzlichen Dornen sind unauffällig. Der einzelne, 1 Millimeter lange Mitteldorn ist basal verdickt bis konisch. Die vier bis sechs konischen bis nadeligen Randdornen weisen eine Länge von 1 bis 3 Millimeter auf.
Die breit trichterförmigen, duftenden, weißen Blüten öffnen sich in der Nacht. Sie sind 8,5 bis 10 Zentimeter lang. Das Perikarpell ist gehöckert und mit gelben Filz sowie wenigen Dornen besetzt. Die verkehrt birnenförmigen, scharlachroten Früchte sind 3 bis 4 Zentimeter lang. Sie sind mit wolligen Areolen und nadeligen, gelben Dornen besetzt, die bei Fruchtreife abfallen.

## Verbreitung, Systematik und Gefährdung
Acanthocereus fosterianus ist in den mexikanischen Bundesstaaten Guerrero, Oaxaca, Chiapas und vermutlich Colima in Buschwerk in Höhenlagen bis 900 Metern verbreitet.
Die Erstbeschreibung als Peniocereus fosterianus erfolgte 1946 durch Ladislaus Cutak. Joël Lodé stellte die Art 2013 in die Gattung Acanthocereus.
In der Roten Liste gefährdeter Arten der IUCN wird die Art als „Vulnerable (VU)“, d. h. als gefährdet geführt.

## Nachweise